# Giovanni Battista Brivio
Giovanni Battista Brivio (1560 – Cremona, 2 febbraio 1621) è stato un vescovo cattolico italiano.
Proveniente da una famiglia patrizia milanese, fu luogotenente del podestà di Pavia nel 1586, podestà di Lodi dal 1588 al 1590, podestà di Vigevano dal 1590 al 1591 e governatore di Orvieto dal 1591 al 1592; fu infine vescovo di Cremona dal 1610.

## Genealogia episcopale
La genealogia episcopale è:
- Cardinale Guillaume d'Estouteville, O.S.B.Clun.
- Papa Sisto IV
- Papa Giulio II
- Cardinale Raffaele Sansone Riario
- Papa Leone X
- Papa Paolo III
- Cardinale Francesco Pisani
- Cardinale Alfonso Gesualdo di Conza
- Papa Clemente VIII
- Cardinale Roberto Bellarmino, S.I.
- Cardinale Fabrizio Verallo
- Vescovo Giovanni Battista Brivio

## Albero genealogico
|                                              |                                                      |                                           | Genitori                                      |  |  | Nonni |  |  | Bisnonni                                        |  |  | Trisnonni              |  |
|                                              |                                                      |                                           |                                               |  |  |       |  |  | Giovanni Francesco Brivio, I conte di Melegnano |  |  | Giacomo Stefano Brivio |  |
|                                              |                                                      |                                           |                                               |  |  |       |  |  | Giovanni Francesco Brivio, I conte di Melegnano |  |  | Giacomo Stefano Brivio |  |
|                                              |                                                      | Antonia Gallerani                         |                                               |  |  |       |  |  | Giovanni Francesco Brivio, I conte di Melegnano |  |  |                        |  |
| Dionigi Brivio, II conte di Melegnano        |                                                      |                                           |                                               |  |  |       |  |  | Giovanni Francesco Brivio, I conte di Melegnano |  |  |                        |  |
|                                              |                                                      | Margherita Landriani                      | Antonio Landriani                             |  |  |       |  |  |                                                 |  |  |                        |  |
|                                              |                                                      | Margherita Landriani                      | Antonio Landriani                             |  |  |       |  |  |                                                 |  |  |                        |  |
|                                              |                                                      | Margherita Landriani                      | Maddalena Stampa                              |  |  |       |  |  |                                                 |  |  |                        |  |
| Sforza Brivio                                |                                                      | Margherita Landriani                      |                                               |  |  |       |  |  |                                                 |  |  |                        |  |
|                                              |                                                      | Pietro Pusterla, III signore di Frugarolo | Baldassarre Pusterla, II signore di Frugarolo |  |  |       |  |  |                                                 |  |  |                        |  |
|                                              |                                                      | Pietro Pusterla, III signore di Frugarolo | Baldassarre Pusterla, II signore di Frugarolo |  |  |       |  |  |                                                 |  |  |                        |  |
|                                              |                                                      | Pietro Pusterla, III signore di Frugarolo | Orsina Stampa                                 |  |  |       |  |  |                                                 |  |  |                        |  |
| Isabella Pusterla                            |                                                      | Pietro Pusterla, III signore di Frugarolo |                                               |  |  |       |  |  |                                                 |  |  |                        |  |
|                                              |                                                      | Chiara Visconti di Somma                  | Galeazzo Visconti, signore di Somma           |  |  |       |  |  |                                                 |  |  |                        |  |
|                                              |                                                      | Chiara Visconti di Somma                  | Galeazzo Visconti, signore di Somma           |  |  |       |  |  |                                                 |  |  |                        |  |
|                                              |                                                      | Chiara Visconti di Somma                  | Antonia Mauruzzi                              |  |  |       |  |  |                                                 |  |  |                        |  |
| Giovanni Battista Brivio, vescovo di Cremona |                                                      | Chiara Visconti di Somma                  |                                               |  |  |       |  |  |                                                 |  |  |                        |  |
|                                              | Tebaldo Visconti di Somma, signore di Somma Lombardo | Guido Visconti                            |                                               |  |  |       |  |  |                                                 |  |  |                        |  |
|                                              | Tebaldo Visconti di Somma, signore di Somma Lombardo | Guido Visconti                            |                                               |  |  |       |  |  |                                                 |  |  |                        |  |
|                                              | Tebaldo Visconti di Somma, signore di Somma Lombardo | Leta Manfredi                             |                                               |  |  |       |  |  |                                                 |  |  |                        |  |
| Cesare Visconti di Somma                     | Tebaldo Visconti di Somma, signore di Somma Lombardo |                                           |                                               |  |  |       |  |  |                                                 |  |  |                        |  |
|                                              |                                                      | Caterina Sanseverino                      | Girolamo Sanseverino, principe di Brisignano  |  |  |       |  |  |                                                 |  |  |                        |  |
|                                              |                                                      | Caterina Sanseverino                      | Girolamo Sanseverino, principe di Brisignano  |  |  |       |  |  |                                                 |  |  |                        |  |
|                                              |                                                      | Caterina Sanseverino                      | Giovannella Caetani dell'Aquila d'Aragona     |  |  |       |  |  |                                                 |  |  |                        |  |
| Giulia Visconti di Somma                     |                                                      | Caterina Sanseverino                      |                                               |  |  |       |  |  |                                                 |  |  |                        |  |
|                                              |                                                      | Ambrogio Cagnola                          | …                                             |  |  |       |  |  |                                                 |  |  |                        |  |
|                                              |                                                      | Ambrogio Cagnola                          | …                                             |  |  |       |  |  |                                                 |  |  |                        |  |
|                                              |                                                      | Ambrogio Cagnola                          | …                                             |  |  |       |  |  |                                                 |  |  |                        |  |
| Bianca Cagnola                               |                                                      | Ambrogio Cagnola                          |                                               |  |  |       |  |  |                                                 |  |  |                        |  |
|                                              |                                                      | …                                         | …                                             |  |  |       |  |  |                                                 |  |  |                        |  |
|                                              |                                                      | …                                         | …                                             |  |  |       |  |  |                                                 |  |  |                        |  |
|                                              |                                                      | …                                         | …                                             |  |  |       |  |  |                                                 |  |  |                        |  |
|                                              |                                                      | …                                         |                                               |  |  |       |  |  |                                                 |  |  |                        |  |